# Michellie Jones
Michellie Jones (n. 6 septembrie 1969, Noul Wales de Sud, Australia) este o triatlonistă australiană, medaliată olimpică. A participat la o ediție a Jocurilor Olimpice (2000) în care a câștigat o medalie de argint.